# Hechos (Chile)
Hechos era un informativo televisivo chileno emitido por el canal La Red entre el lunes 18 de mayo de 1998 y el domingo 22 de agosto de 1999, dos años después de que fuera cerrado el Departamento de Prensa de dicha estación; siendo sustituidos los informativos por boletines emanados del diario La Tercera.
El informativo tuvo como presentadores a los periodistas Silvia Carrasco (Edición central de lunes a viernes), Juan José Lavín (fines de semana) y Felipe Vidal (Edición mediodía, 8 de marzo-20 de agosto de 1999).
La duración de cada edición de Hechos fluctuaba en 30 minutos durante el 18 de mayo de 1998 y febrero de 1999 y en marzo de ese año, comenzó a fluctuar en 60 minutos, de lunes a viernes y 30 minutos, los fines de semana. El lunes 23 de agosto de 1999 Hechos fue reemplazado por Telediario.